# Paulo Martins de Sousa Ramos

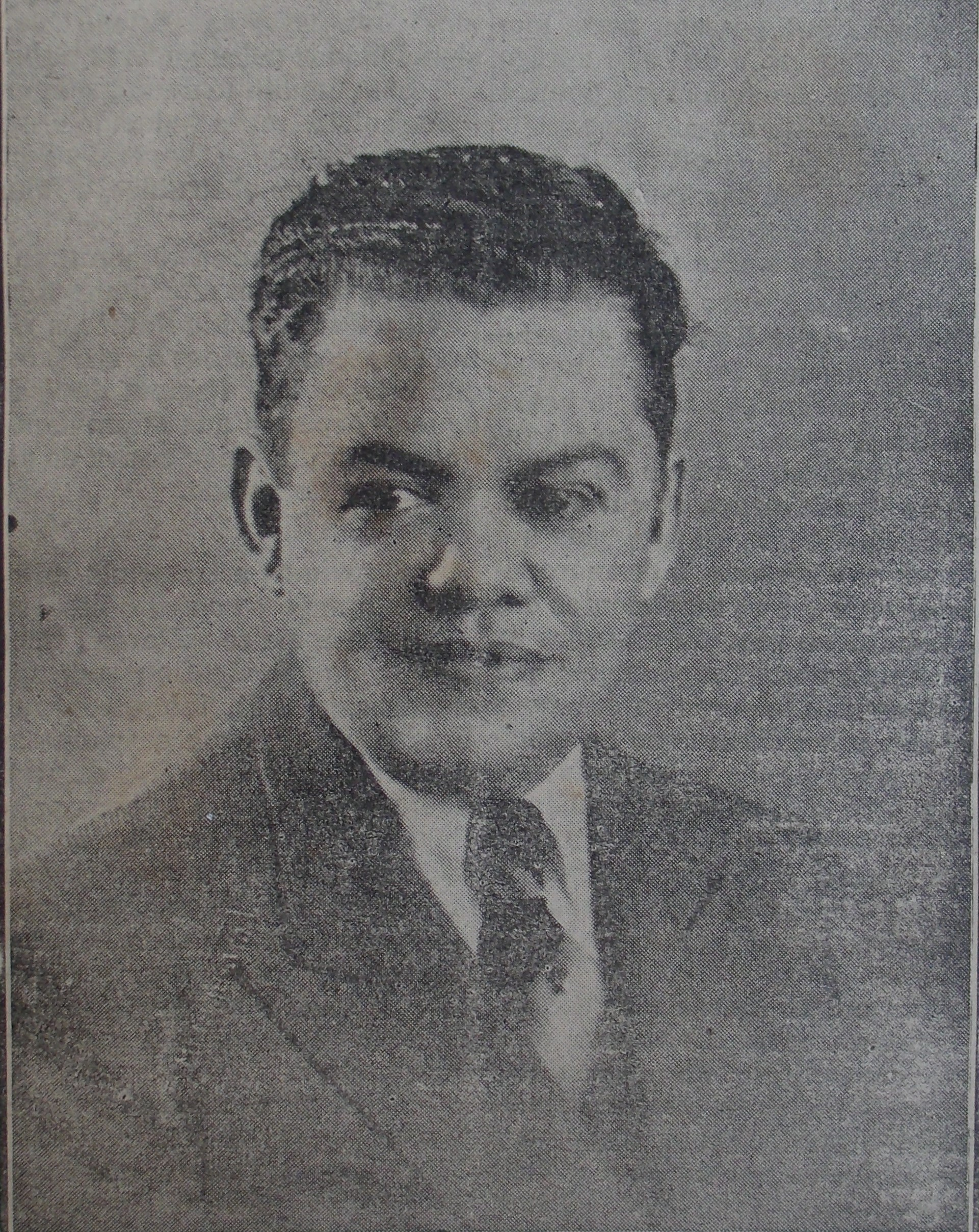
Retrato oficial do Interventor Paulo Ramos, publicado pelo Diário Oficial do Estado em 1941.

Paulo Martins de Sousa Ramos (Caxias, 4 de maio de 1896 — Rio de Janeiro, 16 de fevereiro de 1969) Foi um advogado e político maranhense. Exerceu o cargo de governador do estado Maranhão por um ano, entre 1936 e 1937. Em seguida foi nomeado interventor federal no Maranhão durante o período do Estado Novo (1937-1945).

## Biografia
Filho de Raimundo Martins de Sousa Ramos e de Maria Porcina dos Santos Ramos, Paulo Martins de Souza Ramos era natural de Caxias, cidade que saiu ainda jovem para graduar-se em direito em Belém do Pará, no início do século XX.
Exerceu altas funções no Tesouro Nacional desde os anos 1920. Tendo-se tornado, por concurso, funcionário do Ministério da Fazenda, foi trabalhar em Recife e depois no Tesouro Nacional, no Rio de Janeiro. Chegou a exercer as diretorias da Despesa Pública e da Recebedoria do Distrito Federal, tendo também presidido a Comissão de Liquidação da Dívida Flutuante. Em 1934 ocupou cargos na Diretoria Geral de Despesa Pública, do Fisco (hoje Receita Federal).Paulo Ramos assumiu interinamente o governo do Maranhão em 15 de agosto de 1936, eleito de forma indireta pela Assembleia Legislativa do Maranhão, através de uma indicação direta do presidente Getúlio Vargas, para substituir o Dr. Aquiles Lisboa, que fora cassado pelo Poder Legislativo.
Em 24 de novembro de 1937, em virtude do golpe do Estado Novo, passou a exercer o Governo como Interventor Federal. Durante seu perídio como governador do Maranhão, contribuiu para as seguintes realizações:

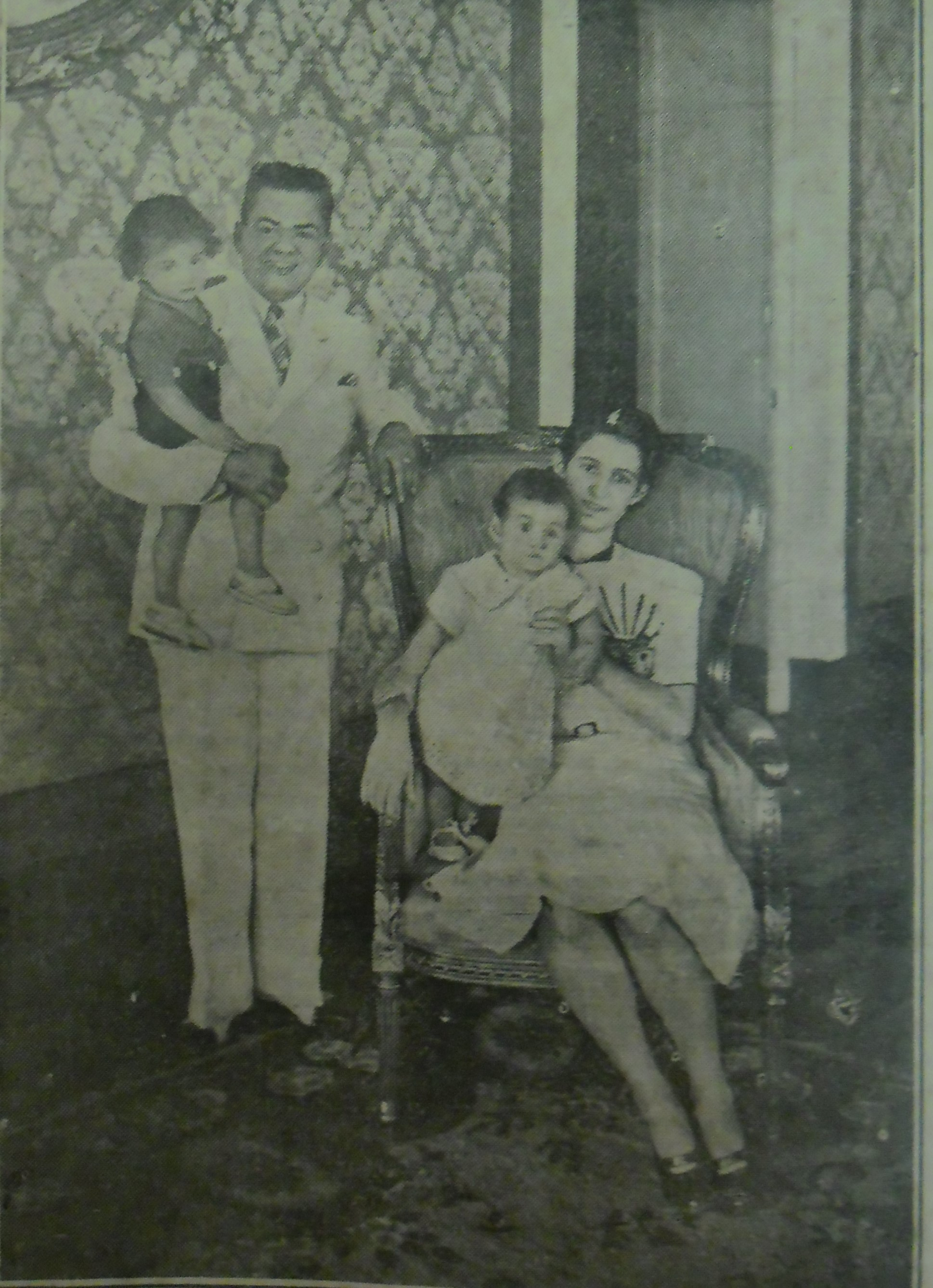
Sorrisos para a lente do departamento de propaganda do estado: o Interventor na intimidade. Revista Athenas, fevereiro de 1942.

- Sorrisos para a lente do departamento de propaganda do estado: o Interventor na intimidade. Revista Athenas, fevereiro de 1942.  Criou o Banco do Estado (mudou para Banco do Estado do Maranhão e depois vendido para Banco Bradesco) em 1938 como entidade proporcionadora de recursos para financiamento de projetos que se revestiram no desenvolvimento da economia maranhense;
- Criou ainda o Departamento de Estradas e Rodagens (que foi extinto no governo da Roseana Sarney);
- A educação no governo Paulo Ramos recebeu tratamento prioritário após grande parcela de realizações.

Durante sua gestão, foi organizada a Secretaria de Justiça do estado e edificado o Instituto de Educação do Maranhão. Foram também instaladas colônias de psicopatas e de leprosos, foi criado o Centro de Saúde Paulo Ramos e restaurado o Hospital Geral do estado. Através do sistema de fomento agrícola então instituído, foram concedidos créditos aos pequenos produtores, principalmente aos do Sul do estado, dedicados às culturas do arroz e do algodão. Dentre as demais medidas administrativas, destacaram-se as relacionadas com a restauração do crédito público e o saneamento das finanças do estado. Ao deixar o governo em Março de 1945, entregou o governo para Dr. Clodomir Cardoso (Jurista, advogado e escritor), sem nenhuma dívida do Estado. Após a sua saída a frente dos negócios do estado, exerceu um mandado de deputado federal, entre 1950 a 1955, pelo PTB. Após isso, retornou às funções diretivas da Receita Federal no Rio de Janeiro. Faleceu no Rio de Janeiro em 1969.